# Далтон Трамбо
Џејмс Далтон Трамбо (9. децембар 1905—10. септембар 1976) је био амерички сценариста и писац. Неки од његових филмова су Празник у Риму, Егзодус, Спартак... Као члан Холивудске десетке и зато што је одбио да сведочи 1947. током истраживања утицаја комуниста на филмску индустрију, постављен је на Холивудску црну листу. Пошто је био на црној листи, није мога да објављује своја дела, али је наставио да пише у тајности и освојио је два Оскара. Оскаре је добио за филмове Празник у Риму (1953) и Храбри (1956), које је написао под псеудонимом. Јавно признање да је Трамбо написао сценарио за филмове Егзодус и Спартак означава крај Холивудске црне листе. Након ове објаве је добио признања и за остале сценарије које је писао док му је било забрањено да пише.

## Младост
Трамбо је рођен у Монтроузу у Колораду 9. децембра 1905. Са породицом се 1908. године сели у Гранд Џанкшон. Његова породица води порекло од Швајцарских имиграната који су се доселили у Вирџинију 1736. Студирао је две године на Универзитету Колорада у Болдеру где је писао за студентски часопис, студентске новине и годишњак.
Паковао је хлеб у једној пекари у ноћној смени у Лос Анђелесу. Ово је радио девет година док је студирао на Универзитету Јужне Калифорније. Током овог периода је написао неколико филмова, 88 кратких прича и 5 романа, који нису објављени.

## Каријера

### Почетак каријере
Трамбо је почео своју ауторску каријеру раних 1930-их, када су неки његови чланци објављени у познатим часописима. Године 1934. је постао генерални уредник часописа Холивудски гледалац, али је убрзо напустио функцију како би постао читалац у одељењу прича Варнер Брос студиоа.
Он је написао његов први објављен роман 1935. године. Роман је био о граду и његовим људима, социјало реалистичког стила. Почео је да ради на филмовима 1937. године, али је наставио да пише прозу. Његов анти-ратни роман "Џони је кренуо у рат" је био проглашен за најоригиналнију књигу 1939. Трамбо је инспирацију за роман добио из чланка који прочитао пре неколико година, о посети Едварда VIII болници. Тамо је посетио канадског војника, који је изгубио све удове током Првог светског рата.
Крајем 1930-их и почетком 1940-их година, Трамбо је постао један од најплаћенијих писаца Холивуда. Зарађивао је око 4.000$ недељно током писања, односно око 80.000$ годишње.

### Политичка каријера
Трамбо се придружио Комунистичкој партији Сједињених Америчких Држава 1940-их, иако се није учланио у странку све до 1943. године. Залагао се за политичку изолацију Сједињених Америчких Држва и написао је роман Невероватни Ендру, у ком се дух Ендруа Џексона појављује да упозори САД да се не меша у Други светски рат. Након напада Немачке на Совјетски Савез 1941. године, Трамбо и његов издавач су одлучили да одложе друго издање Џони је кренуо у рат до краја рата.
У чланку из 1946. године под називом Руска претња, Трамбо је писао са тачке гледишта грађанина Русије после Другог светског рата. Тврдио је да ће Руси бити сумњичави према војсци Сједињених Америчких Држава која их окружује током периода када се гледало са сумњом на комунистичке земље. Завршио је чланак реченицом "Ако бих ја био Рус...био бих забринут и залагао бих се да моја влада предузме мере одмах против тога. Овако се то вероватно чини Русима данас". Он је тврдио да су Сједињене Америчке Државе претња Русији, а не да су Руси "црвена претња".

### Касније каријера
Црна листа је постепено слабила. Уз подршку редитеља Ото Премингера, Трамбо је поменут као сценариста за филм Егзодус 1960. године. Убрзо након тога, Кирк Даглас је објавио да Трамбо пише сценарио за Стенли Кјубриков филм Спартак (1960). Овај догађај се сматра почетком краја црне листе. Године 2011. је добио је пуно признање за сценарио филма "Празник у Риму".
Један од последњих филмова које је Трамбо написао, Извршна радња (1973) се заснива на убиству Кенедија.
Академија је 1975. године званично признала Трамба као добитника Оскара за филм Храбри, и уручила му је кип.

## Лични живот
Трамбо се 1938. године оженио са Клео Финчер. Она је рођена у Фрезноу 17. јула 1916. године, а касније се преселила у Лос Анђелес. Клео Трамбо је умрла у својој 93. години у октобру 2009. године у области залива града Лос Алтоса. Тада је живела са млађом ћерком, Мици.
Имали су троје деце: редитеља и писаца Кристофера Трамбоа, који је постао експерт у Холивудску црну листу; Мелису, познату као Мици, фотографа; и Никола Трамбоа, психотерапеута.

## Смрт и наслеђе
Трамбо је умро у Лос Анђелесу од срчаног удара у својој 70. години, 10. септембра 1976. Донирао је своје тело за научна истраживања.
Трамбо је 1993. години постхумно добио Оскара за писање "Празника у Риму" (1953). Награда је претходно додељена Ијан Меклелан Хантеру, који је био Трамбов параван. Направљена је нова статуа, јер је Хантеров син одбио да преда стату коју је његов отац добио.
Филм заснован на његовом животу, Трамбо, је објављен у новембру 2015. године. У филму га је глумио Брајан Кранстон. За његову улогу Трамбоа, Кранстон је био номинован за Оскара за најбољу мушку улогу на 88. додели Оскара. Награду је ипак добио Леонардо Дикаприо за главну улогу у филму Повратник.